# Иосиф Вриенний
Иосиф Вриенний (1359—1436) — иеромонах, православный проповедник. 

## Биография
Иосиф родился в 1359 году в Константинополе. В молодости он был принят в число братий Студийского монастыря, где впоследствии принял монашество. В 1381 по настоянию Константинопольского патриарха Нила Керамея, Иосиф перебрался жить на остров Крит, где проводил миссионерскую деятельности на протяжении 20 лет. Иосиф постарался сделать там некоторые реформы, для улучшения дисциплины клира и монашества. Кроме этого он еще старался проводить полемическую деятельность против католического учения. Однако со временем у него начали появляться конфликты с местными жителями и монахами, которых он постоянно укорял в различных недостатках. Это содействовало тому, что в 1402 году Иосифу пришлось покинуть пределы Крита и вернуться обратно в Константинополь. Там он занимал довольно значимую должность при императорском дворце. В то время активно обсуждался вопрос по поводу заключения унии с католиками. Однако Иосиф выбрал строгую позицию против унии. Он говорил, что можно объединиться с католиками только в том случае, если они откажутся от учения о филиокве и употребления опресноков за службой. Свои взгляды Иосиф подтвердил в 1422 году в присутствии императора Мануила Палеолога. Также им было произнесено множество проповедей, где он опровергал католическое учение. 
Иосиф Вриенний умер в 1436 году, не дожив до Ферраро-Флорентийского собора (1438—1445).

## Труды
Руке Иосифа Вриенния принадлежит множество сочинений. Самые известные его труды это «Диспут с Максимом Хрисовергом», который описывает состоявшийся в 1400 году диспут Иосифа с перешедшим в католичество греком Максимом, а также «Сорок девять глав», которые представляют из себя сборник проповедей, произнесенных на Крите.